# 西水镇
西水镇，是中华人民共和国四川省南充市南部县下辖的一个乡镇级行政单位。2019年10月，撤销保城乡和铁鞭乡，设立西水镇，以原保城乡和原铁鞭乡所属行政区域为西水镇的行政区域。

## 行政区划
西水镇下辖以下地区：
宿亭村、红旗村、罗家村、复兴村、岳皇村、永丰村、安仁村、广福村和团结村，亭垭岭村、马家坪村、宋家坪村、青林寺村、高家山村、枣儿坪村、袁家嘴村、大园山村、香柱山村、通垭口村、大湾头村、檬子桠村、罗家街村、上房湾村和中房湾村。